# Quebrada La Picacha
La quebrada La Picacha es una de las corrientes hídricas más importantes del suroccidente de la ciudad de Medellín. 
Nace a 2.440 m s. n. m. en La cuchilla El Barcino, tiene una longitud de 10,7 km; desemboca en el Río Medellín a 1.485 m s. n. m. al frente del Centro Administrativo La Alpujarra; después de atravesar sectores de Altavista, Belén, y Laureles - Estadio. 1

## Cauce y hechos históricos
Esta quebrada está ligada al poblamiento de una de las zonas urbanas de Altavista, llamada "Aguas frías", lugar donde posee charcos naturales; la Picacha a su vez abastece varios acueductos, entre ellos el de Aguas Frías y parte del Barrio Belén-Las Mercedes, al entrar en la ciudad llega directamente a la comuna de Belén, desde donde es canalizada hasta su desembocadura.
Históricamente ha sido una de las quebradas con mayor nivel de avenidas torrenciales en la ciudad de Medellín; constantemente se desborda causando daños a las comunidades aledañas e incluso ocasionando pérdidas humanas. 
Una de sus crecientes más famosas ocurrió en el año de 1757,  cuando arrasó la capilla del entonces corregimiento de Belén, ubicada en el sector de Aguasfrías, donde se veneraba el cuadro de Nuestra Señora de Belén el cual arrastró en sus corrientes, hasta que una campesina lo rescató de las aguas y actualmente se encuentra en la Iglesia homónima. 
Otra avenida torrencial afectó los mismos sectores en el año 2011, dejando pérdidas humanas y un gran número de damnificados.
La Picacha por otro lado; será la primera de las muchas quebradas de Medellín en ser intervenida por el proyecto Parques del Río Medellín; también es la primera de las grandes quebradas que experimentará en este proceso, la transformación de su canalizació que además promete mejorar la capacidad del cauce para evitar futuras avenidas torrenciales.
Su cuenca limita con la de las quebradas La Hueso y Ana Díaz al norte, Altavista al sur, Doña María al occidente y el Río Medellín al oriente.

### Afluentes
Sus afluentes son cortos y se destacan los caños Las Violetas y El Mopal, además de las quebradas La Matea (su principal afluente), La Isla, La Granja, La Aguadita, entre otras